# Elastografija bubrega
Elastografija bubrega je brza i neinvazivna dijagnostička metoda za merenje progresije bubrežne intersticije, bolesti alografta zbog intersticijalne fibroze i tubularne atrofije, koja dovodi do otkazivanja bubrežnog transplantata. Elastografija je vremenon postala tehnika koja će dodati nove dijagnostičke informacije kliničkoj praksi, voditi odluke o tretmanu i pratiti bolesnika, kao i nadgledati promene krutosti vezane za patološke promene.

## Opšte informacije
Otkrićem elastografija udarnog talasa javila se nova dijagnostička mogućnost za bolju procenu čvrstine parenhimnih organa, u ovo slučaju čvrstina bubrega, Njom je stvorena mogućnost da se selektivno uzorkuje korteks (kora) ili medula (središnji deo) bubrega, uz eliminaciju
perirenalnog tkiva i bubrežnih sinus, i izbegavanje i upotrebu spoljne kompresije. Međutim, metoda ima i određena ograničenja jer na merenja ovom metodom utiču anizotropija i vaskularni pritisak okolnih organa. Takođe čvrstina bubrežnog tkiva ne pokazuje značajnu korelaciju sa, parametrima funkcije bubrega, kao što je serumski kreatinin, brzina glomerularne filtracije i krvni pritisak. Međutim, pacijenti sa povećanim serumskim kreatininom pokazali su statistički značajno veću krutost bubrežnog tkiva u poređenju sa stabilnim pacijentima.
Kako hronična bubrežna insuficijencija napreduje, bubrežna fibroza se uvećava, i posledično dovodi do povećanja elastografskih vrednosti. {{citiranje|Postoji značajna korelacija između Jungovog modula kortikalne izmenjenosti parenhima bubrežnog alografta senzorskom elastografijom i kortikularne fibroze nađene na biopsiji. Ipak, poremećena funkcija bubrega ili intersticijska fibroza imaju ograničen uticaj na čvrstinu bubrežnog tkiva, pošto većina bubrežnih bolesti pogađa nekoliko segmenata bubrežnog tkiva, a intersticijska fibroza je samo jedan faktor koji doprinosi pogoršanju bubrežne funkcije.
Kako angiomiolipom i karcinom bubrežnih ćelija (RCC) predstavljaju najčešće benigne i maligne tumore bubrega, tačna diferencijacija između ove dve lezije je od suštinskog značaja. To se danas postiže elastografijom u realnom vremenu koja diferencira angiomiolipom od karcinoma bubrežnih ćelija. 
Elestografski podtipovi
Kod elastograma opisana su četiri elastografska podtipa:
- Tip 1 — potpuno mekana lezija (mešavina zelene, žute i crvene bez dokaza krutosti).
- Tip 2 — pretežno mekana lezija (neke oblasti krutosti kodirane su plavom bojom)
- Tip 3 — pretežno kruta lezija (mekih područja, ali su u preko 50% prisutna kruta područja, označena plavom bojom)
- Tip 4 — potpuno kruta - čvrsta lezija sa malo naprezanja ili bez ikakve elastičnosti. {{citiranje|Tipovi 3 i 4 su češći u RCC. Razlikovanje benigne bubrežne lezije od malignih tumora bubrega u nekim studijama pokazalo je senzitivnost i specifičnost od 88% i 94%.[8][9][10]

## Značaj elastografije bubrega
Elastografija je dijagnostička tehnika zasnovane na složenim fizičkim interakcijama. Njene karakteristike su:
- laka metoda za izvođenje,
- klinički korisna metoda, koja se pored jetre tokom ultrazvučnog pregleda trbuha može primeniti i u proučavanju slezine, pankreasa i bubrega.
- bolja je za karakterizaciju tkiva, nego za otkrivanje patologije.

## Ograničenja
U primeni elastografije za neke organe, kao što je bubreg, postoje i neka ograničenja, koja proizilaze iz mogućnosti eksploracije organa i unutrašnje složenosti parenhima. Zato je izuzeto bitno na globalnom ili lokalnom nivou, odrediti vodiče i preporuke za kliničku primenu elastografije bubrega, onako kako je to već učinjeno za neke druge organe.

## Literatura
- Korsmo, M. J.; Ebrahimi, B; Eirin, A.;  . (2013). „Magnetic resonance elastography noninvasively detects in vivo renal medullary fibrosis secondary to swine renal artery stenosis”. Invest Radiol. 48 (2): 61—8. PMC 3694773 . PMID 23262789. doi:10.1097/RLI.0b013e31827a4990.
- Song, P.; Urban, M. W.; Manduca, A.; Zhao, H.; Greenleaf, J. F.; Chen, S. (2013). „Comb-push ultrasound shear elastography (CUSE) with various ultrasound push beams”. IEEE Trans Med Imaging. 32 (8): 1435—47. PMC 3760382 . PMID 23591479. doi:10.1109/TMI.2013.2257831.
- Ozkan F, Yavuz YC, Inci MF, Altunoluk B, Ozcan N,Yuksel M, Sayarlioglu H, Dogan E (2013). „Interobserver variability of ultrasound elastography in transplant kidneys: correlations with clinical-doppler parameters”. Ultrasound in Med. & Biol. 39 (1): 4—9. PMID 23103325. doi:10.1016/j.ultrasmedbio.2012.09.013.
- Jing G. Comparison of Ultrasound Corticomedullary Strain with Doppler Parameters in Assessment of Renal Allograft Interstitial Fibrosis/Tubular Atrophy. Ultrasound in Medicine and Biology 2015; 41,10, 2631–2639.
- Cho, N.; Jang, M.; Lyou, C. Y.;  . (2012). „Distinguishing benign from malignant masses at breast US: combined US elastography and color doppler US-influence on radiologist accuracy”. Radiology. 262 (1): 80—90. PMID 22084209. doi:10.1148/radiol.11110886.

 Mediji vezani za članak Elastografija bubrega na Vikimedijinoj ostavi
|  | Molimo Vas, obratite pažnju na važno upozorenje u vezi sa temama iz oblasti medicine (zdravlja). |